# Tillandsia 'Redy'
Tillandsia 'Redy' es un  cultivar híbrido del género Tillandsia perteneciente a la familia  Bromeliaceae.
Es un híbrido creado con las especies Tillandsia streptophylla × Tillandsia concolor.